# Баба Монди
Хаджи Деде Эдмонд Брахимай (алб. Haxhi Dede Edmond Brahimaj, род. 19 мая 1959 года), широко известный как Баба Монди — албанский религиозный лидер и восьмой дедебаба ордена Бекташи с 11 июня 2011 года. Если запланированное государство ордена Бекташи будет создано, Баба Монди станет главой страны и духовным лидером. Он выразил уверенность, что обретение суверенного статуса укрепит орден бекташей и его способность бороться с радикальными идеологиями, влияющими как на мусульманский мир, так и на мировое сообщество. Также он ожидает, что  международное сообщество признает и поддержит суверенитет государства ордена Бекташи.

## Биография
Родился во Влёре в семье набожных мусульман бекташей. После окончания восьмилетней школы, поступил в Академию сухопутных войск. С 1982 года по 1990 служил офицером в албанской народной армии. В начале 1991 года освобождён от военной службы.
В конце 1990-х годов вместе с другими священнослужителями и верующими участвовал в работе Организационного совета Святейшего Престола Всемирной штаб-квартиры Бекташи. За усердную работу по сохранению и возрождению веры бекташей 13 апреля 1997 года ему был присвоен титул «Баба». В 2006 году после смерти Бабы Тахира Эмини, был назначен главой бекташей в Македонии.
Он получил множество наград и признаний за свою работу в межконфессиональном диалоге и сотрудничестве между различными сообществами.